# The Challenge: La Guerra de los Mundos
The Challenge: La Guerra de los Mundos es la trigésima tercera temporada del programa de competencia de MTV The Challenge. Esta temporada presenta a exparticipantes de The Real World, The Challenge, Are You the One?, The Bachelor Canada, The Bachelorette, Big Brother, Celebrity Big Brother Reino Unido, Love Island Reino Unido, Survivor Turquía, American Ninja Warrior, Party Down South, Geordie Shore, Ex on the Beach (Brasil, Estados Unidos, y Reino Unido), Telemundo y Floribama Shore compitiendo para ganar $1 millón de dólares. La temporada tuvo un lanzamiento especial el 30 de enero de 2019 y se estrenó el 6 de febrero de 2019 en MTV.
Esta serie marcó un regreso de The Challenge en Latinoamérica y Reino Unido, después de haber sido The Challenge: Vendettas la última temporada en transmitirse en MTV Latinoamérica y  MTV Reino Unido. El espectáculo se lanzó con un rodaje de prensa en Londres. Esta es también la primera edición de la duologia La Guerra de los Mundos, con La Guerra de los Mundos 2 más tarde en 2019.

## Elenco
Anfitrión: T. J. Lavin
| Concursantes Masculinos     | Programa Original                    | Resultado      |
| --------------------------- | ------------------------------------ | -------------- |
| Turabi "Turbo" Çamkıran     | Survivor Turquia 8                   | Ganador        |
| Theo Campbell               | Love Island Reino Unido 3            | Segundo Puesto |
| Wes Bergmann                | The Real World: Austin               | Tercer Puesto  |
| Hunter Barfield             | Are You the One? 3                   | Sexto Puesto   |
| Paulie Calafiore            | Big Brother Estados Unidos 18        | Episodio 14    |
| Kyle Christie               | Geordie Shore 8                      | Episodio 12/13 |
| Stephen Bear                | Celebrity Big Brother Reino Unido 18 | Episodio 10    |
| Ashley Cain                 | Ex on the Beach Reino Unido          | Episodio 9     |
| Gus Smyrnios                | Floribama Shore                      | Episodio 8     |
| Josh Martinez               | Big Brother Estados Unidos 19        | Episodio 7     |
| Leroy Garrett               | The Real World: Las Vegas (2011)     | Episodio 6     |
| Zach Nichols                | The Real World: San Diego (2011)     | Episodio 5     |
| Chris "CT" Tamburello       | The Real World: Paris                | Episodio 4     |
| João Paulo "JP" Andrade     | Vacaciones con los Ex 2              | Episodio 4     |
| Johnny "Bananas" Devenanzio | The Real World: Key West             | Episodio 3     |
| Chase McNary                | The Bachelorette 12                  | Episodio 2     |
| Alan Valdez                 | Telenovelas                          | Episodio 1     |

| Concursantes Femeninos | Programa Original                | Resultado      |
| ---------------------- | -------------------------------- | -------------- |
| Natalie "Ninja" Duran  | American Ninja Warrior 8         | Cuarto Puesto  |
| Cara Maria Sorbello    | The Challenge: Carne Fresca II   | Quinto Puesto  |
| Mattie Lynn Breaux     | Party Down South                 | Séptimo Puesto |
| Georgia Harrison       | Love Island Reino Unido 3        | Octavo Puesto  |
| Da'Vonne Rogers        | Big Brother Estados Unidos 17    | Episodio 14    |
| Dee Nguyen             | Geordie Shore 17                 | Episodio 13/14 |
| Nany Gonzalez          | The Real World: Las Vegas (2011) | Episodio 11/12 |
| Kam Williams           | Are You the One? 5               | Episodio 9     |
| Jenna Compono          | Real World: Ex-Plosion           | Episodio 8     |
| Amanda Garcia          | Are You the One? 3               | Episodio 7     |
| Shaleen Sutherland     | The Bachelor Canada 3            | Episodio 6     |
| Zahida Allen           | Ex on the Beach Reino Unido 6    | Episodio 5     |
| Julia Nolan            | Big Brother Estados Unidos 17    | Episodio 4     |
| Natalie Negrotti       | Big Brother Estados Unidos 18    | Episodio 4     |
| Morgan Willett         | Big Brother: Over the Top        | Episodio 3     |
| Ashley Mitchell        | Real World: Ex-Plosion           | Episodio 2     |
| Liz Nolan              | Big Brother Estados Unidos 17    | Episodio 1     |

### Progreso de Selección
| Selector # | Novato                  | Veterano                    | Género    | Equipo              |
| ---------- | ----------------------- | --------------------------- | --------- | ------------------- |
| 1          | Natalie "Ninja" Duran   | Paulie Calafiore            | Masculino | Paulie & Natalie D. |
| 2          | Ashley Cain             | Kam Williams                | Femenino  | Kam & Ashley C.     |
| 3          | Morgan Willett          | Johnny "Bananas" Devenanzio | Masculino | Bananas & Morgan    |
| 4          | Stephen Bear            | Da'Vonne Rogers             | Femenino  | Da'Vonne & Bear     |
| 5          | Georgia Harrison        | Hunter Barfield             | Masculino | Hunter & Georgia    |
| 6          | Theo Campbell           | Cara Maria Sorbello         | Femenino  | Cara Maria & Theo   |
| 7          | Julia Nolan             | Chris "CT" Tamburello       | Masculino | CT & Julia          |
| 8          | Turabi "Turbo" Çamkıran | Nany Gonzalez               | Femenino  | Nany & Turbo        |
| 9          | Dee Nguyen              | Wes Bergmann                | Masculino | Wes & Dee           |
| 10         | João Paulo "JP" Andrade | Natalie Negrotti            | Femenino  | Natalie N. & JP     |
| 11         | Mattie Lynn Breaux      | Kyle Christie               | Masculino | Kyle & Mattie       |
| 12         | Chase McNary            | Ashley Mitchell             | Femenino  | Ashley M. & Chase   |
| 13         | Shaleen Sutherland      | Leroy Garrett               | Masculino | Leroy & Shaleen     |
| 14         | Zahida Allen            | Zach Nichols                | Masculino | Zach & Zahida       |
| 15         | Gus Smyrnios            | Jenna Compono               | Femenino  | Jenna & Gus         |
| 16         | Josh Martinez           | Amanda Garcia               | Femenino  | Amanda & Josh       |

## Formato
Esta temporada contó con 16 veteranos de The Challenge y 18 novatos de todo el mundo. Durante los primeros diez episodios, los jugadores compitieron en parejas masculino/femenino. Cada jugador veterano emparejado con un novato del sexo opuesto. Los novatos eligieron a sus compañeros en función del orden de finalización del desafío de apertura "Duna de la perdición". Una vez en sus parejas, comenzó la fase principal del juego. Los elementos principales del juego son los siguientes:
- Desafíos: Cada ronda las parejas competirán en el desafío diario. Los 3 mejores pares son inmunes a la eliminación y forman el Tribunal para esa ronda de juego.
- Tribunal: El Tribunal nominará a tres pares para la ronda de eliminación. Las parejas nominadas se enfrentan al interrogatorio del Tribunal y cada candidato tiene la oportunidad de exponer su caso sobre por qué no deberían ser votados para la eliminación.
- Eliminaciones (El Matadero): en "El Matadero", los miembros del tribunal votan individual y públicamente por un par nominado para participar en la ronda de eliminación. El equipo nominado debe llamar a cualquier par no inmune, desafiándolos a la eliminación. El par perdedor es eliminado del juego, mientras que el ganador permanece en el juego y se le da "La Reliquia", que les otorga inmunidad en la próxima ronda de juego.

Durante el décimo episodio de la temporada, las 7 parejas restantes se disolvieron, con los 14 jugadores restantes jugando el resto de la competencia de forma individual, con jugadores compitiendo en desafíos individuales y eliminados individualmente. El formato del juego sigue siendo prácticamente el mismo, pero con cada ronda de juego designada como ronda masculina o femenina y solo los jugadores del género designado corren el riesgo de ser eliminados, pero cualquier jugador puede ser parte del Tribunal de esa ronda. Además, la reliquia ya no se otorga a un ganador de eliminación individual.
Cuando quedan ocho jugadores, competirán individualmente en el Desafío Final por su parte del premio de $1,000,000. El primer lugar recibirá $750,000. El segundo lugar recibirá $200,000 y el tercer lugar recibirá $50,000. Los otros cinco no reciben nada.
Giros
- Purga: Algunos desafíos se designarán como un desafío de Purga: desafíos de muerte súbita que los perdedores son eliminados inmediatamente. Se realizaron dos desafíos de Purga durante el juego:
  - En el desafío "Duna inminente", el peor novato masculino y femenino fueron eliminados antes de que se formaran parejas.
  - En el desafío "Día del Juicio", los peores hombres y mujeres fueron eliminados en el último desafío diario del juego.
- Doble eliminación: El desafío "La Gran caída" fue una doble eliminación en la que tres equipos compitieron y cuatro jugadores fueron eliminados (en oposición a los dos jugadores normales). El par llamado por el par nominado, también llamaría a otro par, lo que significa que 3 equipos competirían para permanecer en el juego. Luego, los tres jugadores de cada género competirán entre sí en la eliminación y solo el ganador de cada ronda se permanecerá en el juego. Si los miembros de dos parejas diferentes ganan su ronda de género, formarán una nueva pareja y continuarán en el juego, mientras que su compañero original es eliminado.

## Desafíos

### Desafío diario
- Duna de la perdición: Jugado en eliminatorias masculinas / femeninas separadas, los jugadores deben correr por una duna de arena y recuperar una bola que ha rodado desde la parte superior de la duna. Luego, los jugadores deben volver corriendo a la cima de la duna con una pelota para recuperar las piezas del rompecabezas, y luego volver a bajar con sus piezas del rompecabezas hasta el fondo de la duna hasta una estación de rompecabezas. Hay dos perspectivas más que los veteranos: un hombre y una mujer, por lo que los finalistas de cada serie se eliminan de la competencia.
  - Ganadores: Paulie y Da'Vonne
  - Eliminados: Josh y Liz
- Arma-ge-donde está la cuerda: jugado en dos series de 5 minutos cada uno, cada equipo compite contra otro equipo en un tira y afloja. Cada cuerda tiene 400 pies de largo, después de que hayan transcurrido los 5 minutos, la longitud de la cuerda de cada competidor se combinará con la de su compañero, que forma la longitud total de su equipo. Los tres equipos con la longitud de cuerda combinada más larga formarán el Tribunal.
  - Ganadores: Cara Maria & Theo, Bananas & Morgan, y Amanda & Josh
- Búsqueda y Destrucción: jugado en 4 series, los competidores deben recuperar una bola oculta en un cementerio de piedra y devolvérsela a su compañero. Luego, su compañero debe atravesar un pozo de lodo y otros competidores para llegar a la zona segura para que su equipo pueda pasar al siguiente calor. Después de cada serie, 3 equipos serán eliminados de la misión, ya que el número de bolas ocultas disminuye. Los últimos tres equipos que superen las 4 series formarán el Tribunal.
  - Ganadores: Paulie y Natalie D., Wes y Dee, y Kam y Ashley C.
- La Gran Caída: jugó un equipo a la vez, los competidores deben correr para tocar una boya flotante a través de un obstáculo elevado. Cada equipo debe seleccionar una persona para generar impulso en una barra pendular y otra para saltar. Los tres equipos más rápidos en alcanzar la boya formaron el tribunal.
  - Ganadores: Paulie y Natalie D., Nany y Turbo, y Hunter y Georgia
- Cansado: encadenados, cada equipo debe correr 200 yardas a través del desierto para su pila de neumáticos codificados por colores. Luego deben subir una duna de arena hasta una clave de respuesta de una pirámide de neumáticos que deben ensamblar. Después de haber memorizado la clave de respuestas, tienen que elegir un neumático y volver corriendo a la línea de salida con ese neumático para construir la pirámide. Se necesitan 14 neumáticos para completar la pirámide. Los primeros tres equipos que completen la pirámide correctamente formarán el Tribunal.
  - Ganadores: Paulie y Natalie D., Nany y Turbo, y Cara Maria y Theo
- Cochecito de la felicidad: Jugado en dos personas a la vez, cada concursante debe trepar a través de diez neumáticos y desengancharlos mientras es arrastrado por el desierto a 30 kilómetros por hora. Los tres equipos que desenganchen más neumáticos formarán el Tribunal.
  - Ganadores: Hunter y Georgia, Wes y Dee, y Kyle y Mattie
- Ojo en el cielo: Jugado en dos equipos a la vez, cada equipo tiene un miembro con los ojos vendados y otro con un dispositivo de realidad virtual que muestra imágenes desde la perspectiva del compañero con los ojos vendados. El compañero con los ojos vendados debe guiar a su compañero a través de una plataforma elevada.
  - Ganadores: Wes y Dee, Jenna y Gus, y Da'Vonne y Bear
- Congelación cerebral: cada miembro del equipo alterna correr 100 yardas en el agua del océano helado para recuperar una pieza del rompecabezas y llevarla de vuelta a su estación de rompecabezas. Son un total de ocho piezas de rompecabezas que deben recuperarse. Una vez que han recuperado las ocho piezas, los equipos pueden comenzar a resolver su torre de rompecabezas. Los primeros tres equipos que resuelvan correctamente su torre de rompecabezas formarán el Tribunal.
  - Ganadores: Wes y Dee, Nany y Turbo, y Cara Maria y Theo
- Guerrero del camino: Los competidores deben balancearse hacia adelante y hacia atrás en la parte superior de dos camiones que se mueven a 50 mph transfiriendo anillos a su compañero. Hay dieciséis anillos en total y los tres equipos que transfieran la mayor cantidad de anillos más rápido formarán el Tribunal.
  - Ganadores: Hunter & Georgia, Kyle & Mattie, y Cara Maria & Theo
- Fandemonium: hay un pasillo gigante de 150 pies que tiene bolas en un extremo. Habrá 3 fanáticos de huracanes gigantes que golpearán a los jugadores. Los tres jugadores más rápidos que depositan sus bolas en 5 minutos formarán el Tribunal.
  - Ganadores: Paulie, Theo y Turbo.
- Autopista al infierno: los jugadores serán colocados en el techo de un automóvil que está en una pista, a la deriva. Encima del auto hay un rompecabezas. Los 3 jugadores más rápidos que terminen el rompecabezas dentro de un límite de tiempo de 3 minutos ganarán el desafío y formarán el Tribunal.
  - Ganadores: Mattie, Wes y Dee.
- Día de destrucción: en equipos de 2, cada dúo correrá al depósito de chatarra cercano para recoger la basura. Una vez que lo hayan hecho, volverán corriendo a su contenedor de basura para depositar su basura. Los tres equipos que transfieren la basura más pesada en 1 hora formarán el Tribunal.
  - Ganadores: Paulie y Georgia, Turbo y Natalie D., y Da'Vonne y Wes
- Aterrizaje forzoso: los jugadores se colocarán en un avión giratorio e intentarán resolver un rompecabezas lo más rápido posible. Una vez que hayan terminado, saltarán del avión y se lanzarán al agua. Los primeros hombres y mujeres en hacerlo ganarán su lugar en la final y los primeros tres jugadores formarán el Tribunal.
  - Ganadores: Turbo, Cara Maria y Paulie.
  - Clasificados a la final: Turbo y Cara Maria
- Día del juicio: los jugadores deben comenzar en 1 de 3 contenedores. Una vez que comienza el desafío, los jugadores deben correr y saltar del primer contenedor al agua y nadar alrededor de una boya y luego subir al segundo contenedor. Una vez en el segundo contenedor, los jugadores deben columpiarse con la cuerda al tercer contenedor. En el tercer contenedor, que está en un ángulo severo, los jugadores deben agarrar un anillo y deslizarse por el contenedor, volver al agua y nadar de regreso al segundo. Deben subir al segundo contenedor y colocar un anillo alrededor de un poste. Se eliminan los últimos chicos y chicas.
  - Eliminados: Paulie y Da'Vonne

### Juegos del Matadero
- Drone lanza pelotas: jugado en series femeninas y masculinas, un drone dejará caer una pelota en un ring y los jugadores correrán para obtener la pelota y llevarla a su canasta para anotar un punto. El primer equipo en anotar dos puntos ganará.
  - Jugado por: Hunter & Georgia vs. Ashley M. & Chase
- Mapearlo: jugado durante 15 minutos, cada equipo recibe las banderas de veinte países. Un competidor le entrega las banderas a su compañero y este debe escalar un muro de escalada que es un mapa del mundo y colocar la bandera en el país correcto. El equipo coloque la mayor cantidad de banderas correctamente, después de los 15 minutos, ganará.
  - Jugado por: Bananas & Morgan vs. Zach & Zahida
- Tirar del Anillo: jugado individualmente, cada competidor debe luchar dos de tres anillos de los otros dos competidores en su ronda. El primer chico y chica ganarán y formarán un equipo juntos.
  - Jugado por: Mattie vs. Natalie N. vs. Julia & Kyle vs. JP vs. CT
- Apagar las luces: Ambos equipos se toparán con una caja negra para armar un rompecabezas. A intervalos aleatorios, el anfitrión TJ Lavin apagará las luces en las cajas, lo que obligará a un jugador a correr y encender las luces nuevamente para que los equipos puedan continuar armando el rompecabezas. El primer equipo en armar el rompecabezas y tocar la campana gana.
  - Jugado por: Zach y Zahida vs.Wes y Dee
- Quemadura de sacos de arena: cada equipo tendrá que transferir 40 sacos de arena pesados a su compañero arrastrando un trineo. La cantidad de peso por trineo depende de los jugadores. El primer equipo en transferir con éxito todos los sacos de arena a sus compañeros de equipo gana.
  - Jugado por: Da'Vonne & Bear vs. Leroy & Shaleen
- Batalla cuesta arriba: ambos equipos deben usar un peldaño para subir una gran rampa. A medida que aumentan, la rampa se ensancha, lo que dificulta subir sin el apoyo de su compañero de equipo. Si un equipo cae primero, el segundo equipo solo tiene que cruzar el punto más alto despejado por el primer equipo. El primer equipo en llegar a la cima o al punto más alto del otro equipo gana.
  - Jugado por: Amanda y Josh vs. Kam y Ashley C.
- Push & Pole: Similar al "Lucha de poste" original de El Duelo e Invasion de los Campeones, los jugadores se colocan en el centro de un círculo y se les pide que coloquen ambas manos en un poste de hierro. El primer concursante en luchar contra la pole de las manos de su oponente gana un punto para su equipo. Jugado en series de género, el primer equipo en ganar tres puntos gana.
  - Jugado por: Da'Vonne & Bear vs. Jenna & Gus
- Rueda de la muerte: un miembro del equipo estará atado a una rueda giratoria para dar instrucciones a su compañero, que tiene los ojos vendados, en un tablero de rompecabezas. El objetivo es colocar correctamente los símbolos correspondientes de una clave de rompecabezas en el tablero en el orden correcto. Si uno de los símbolos no está del lado derecho, no se contará. El primer equipo que combine todos los símbolos correctamente gana.
  - Jugado por: Paulie y Natalie D. contra Kam y Ashley C.
- Rey del mundo: TJ hará una serie de preguntas que los jugadores deben responder. Habrá cinco bolas con respuestas colgando sobre el piso de asesinatos y solo una bola tendrá la respuesta correcta. Cuando las bolas caen, los jugadores deben encontrar la respuesta correcta a la pregunta y depositarla en su objetivo. La primera persona en ganar tres puntos gana.
  - Jugado por: Kyle vs. Bear
- Restos de la silla: cada jugador llamará a un jugador para atar a su oponente en una silla, usando cinta adhesiva. Luego, TJ tocará la bocina para detener los conos. En marcha, los jugadores intentarán romper su cinta y tocar la campana detrás de ellos. La primera persona en tocar el timbre gana.
  - Jugado por: Georgia vs. Nany
- Pelea de pasillo: los jugadores deben correr por un pasillo estrecho más allá de otro competidor para tocar una campana. El jugador que toca la campana primero en las mejores dos de tres rondas gana la eliminación. Originalmente de Batalla de las Temporadas.
  - Jugado por: Kyle vs. Theo
- Tira y afloja: los jugadores estarán conectados a una cuerda larga que su oponente tirará a través de una pared. Una vez que se afloja la cuerda, los jugadores podrán sacar a sus oponentes de su plataforma. El primer jugador que derriba a su oponente gana.
  - Jugado por: Dee vs. Da'Vonne

### Desafío Final
El desafío final fue competido por los ocho jugadores restantes individualmente. El Camino de la Muerte tenía más de 80 kilómetros. Los tiempos individuales de cada jugador se registraron y se sumaron para determinar el ganador de la temporada al final de la final. Durante la final, los competidores fueron eliminados hasta que cuatro competidores restantes cruzaron la línea de meta donde se anunciaron los resultados.
Primera etapa del primer día: los jugadores comienzan la final en bicicleta y corriendo un circuito de seis millas cuatro veces (39 kilómetros en total). En el medio del bucle de la figura ocho hay cinco puntos de control que cada jugador debe completar. Los jugadores pueden completar puntos de control en cualquier etapa durante los 39 km. Si el punto de control que desean completar está actualmente ocupado, pueden esperar o continuar con sus 39km. Cada punto de control tiene un límite de tiempo de 20 minutos antes del tiempo de espera de los jugadores. Sin el conocimiento de los jugadores, los 3 mejores jugadores de esta etapa formarían un Tribunal para una Eliminación instantánea.
Puntos de control:
- En el punto: Párate detrás de la línea y lanza un anillo en cada punto que sobresalga de un tablero.
- Esquema de pirámide: completa un rompecabezas de cuadrícula de 5x5 para que cada fila y columna tenga uno de cada color.
- Alboroto: Empuja una pelota hacia la parte superior de una rampa y dentro de una canasta usando un poste provisto.
- Fuera calavera: completa un rompecabezas vertical para formar una imagen de una calavera.
- Así rodado: párate detrás de la línea y rueda una llanta a través de un agujero.

Resultados de la primera etapa:
- Ganadores: Theo, Turbo y Wes[n. 4]
- Eliminados: Georgia (8.º Lugar - Descalificada médicamente), Mattie (7.º Lugar- Abandona).[n. 2]

Eliminación instantánea: siga a Tiny: los jugadores nominados tuvieron que agarrarse a una cuerda de 15 metros que está conectada a 'Tiny', un camión monstruo. El camión conduciría lentamente llevando a los jugadores a caminar. La primera persona en caer o dejar caer la cuerda sería eliminada.
- Jugado por: Natalie D vs. Hunter
- Eliminado: Hunter (6.º Lugar)

Día dos
- Trivia de geografía: a los jugadores se les hace una serie de preguntas de trivia de geografía de opción múltiple. Si responden una pregunta incorrectamente, serían eliminados del Juego de Trivia. El último jugador en pie podría recorrer la primera milla de la Segunda Etapa en un carrito mientras que los cuatro restantes atraviesan las dunas de arena a pie durante la primera milla a pie.
  - Ganador: Cara Maria

- Segunda etapa: para la segunda etapa, los jugadores tuvieron que viajar a pie sobre una serie de dunas de arena, completando los puntos de control que encuentran los jugadores.
  - Bola de batalla: al llegar al punto de control, los jugadores deben esperar a que llegue el siguiente jugador. Los dos jugadores colocan bolas de colores una a la vez en una ranura tratando de alinear cuatro bolas seguidas (similar a Conectar cuatro). El primer jugador en alinear cuatro de sus bolas de colores en una fila puede continuar mientras que el perdedor debe esperar a que llegue el siguiente jugador para volver a jugar. El jugador que pierda la batalla final recibirá una penalización de cinco minutos.
  - Hora del desayuno El primer jugador que llegue al puesto de control puede comer tanto o tan poco de los alimentos de desayuno proporcionados como quiera. Una vez terminado, deben dividir los platos restantes de comida entre los cuatro jugadores restantes. Una vez que los jugadores restantes alcanzan el punto de control, deben comer todo lo que se les ha asignado antes de continuar.

- Etapa final: los jugadores corren cinco millas por la playa para alcanzar cuatro kayaks. En el camino, hay un problema matemático que los jugadores deben resolver para recibir la combinación para desbloquear un kayak. Los jugadores que pueden desbloquear uno deben remar en el hacia un barco hundido. Como solo hay cuatro kayaks, el jugador restante será eliminado. Desde el naufragio, los cuatro jugadores restantes corren por la playa hasta un faro donde se establece la línea de meta.
  - Eliminado: Cara Maria (5to Lugar)

Resultados finales
Una vez que los cuatro jugadores finales hayan alcanzado la línea de meta, se sumarán los tiempos totales para determinar el ganador de La Guerra de los Mundos.
Ganador de The Challenge: La Guerra de los Mundos: Turbo - $ 750,000
- Segundo Lugar: Theo - $ 200,000
- Tercer Lugar: Wes - $ 50,000
- Cuarto Lugar: Natalie D. - $ 0

## Resumen del Juego
| Episodio | Episodio                     | Género    | Ganadores                                          | Ganadores                                          | N/A | N/A | N/A | N/A | N/A | N/A | N/A | N/A | N/A | N/A | N/A | Eliminado | Eliminado |
| #        | Desafío                      | Género    | Ganadores                                          | Ganadores                                          | N/A | N/A | N/A | N/A | N/A | N/A | N/A | N/A | N/A | N/A | N/A | Eliminado | Eliminado |
| -------- | ---------------------------- | --------- | -------------------------------------------------- | -------------------------------------------------- | --- | --- | --- | --- | --- | --- | --- | --- | --- | --- | --- | --- | --- |
| 1        | Duna de la perdición         | Masculino |                                                    | Paulie                                             | N/A | N/A | N/A | N/A | N/A | N/A | N/A | N/A | N/A | N/A | N/A | | Josh |
| 1        | Duna de la perdición         | Masculino | Ashley C.                                          |                                                    | N/A | N/A | N/A | N/A | N/A | N/A | N/A | N/A | N/A | N/A | N/A | | Josh |
| 1        | Duna de la perdición         | Femenino  |                                                    | Da'Vonne                                           | N/A | N/A | N/A | N/A | N/A | N/A | N/A | N/A | N/A | N/A | N/A | | Liz |
| 1        | Duna de la perdición         | Femenino  | Natalie D.                                         |                                                    | N/A | N/A | N/A | N/A | N/A | N/A | N/A | N/A | N/A | N/A | N/A | | Liz |
| #        | Desafío                      | N/A       | Tribunal                                           | Tribunal                                           | Elección del Tribunal | Elección del Tribunal | Elección del Tribunal | Elección del Tribunal | Elección del Tribunal | Elección del Tribunal | Llamado | Llamado | Juego del Matadero | Ganador(es) | Ganador(es) | Perdedor(es) | Perdedor(es) |
| 2        | Arma-ge-donde está la cuerda | N/A       | Amanda & Josh, Bananas & Morgan, Cara Maria & Theo | Amanda & Josh, Bananas & Morgan, Cara Maria & Theo | | Ashley M. & Chase | | Hunter & Georgia | | Zach & Zahida | | Ashley M. & Chase | Drone lanza pelotas | | Hunter & Georgia | | Ashley M. & Chase |
| 2        | Arma-ge-donde está la cuerda | N/A       | Amanda & Josh, Bananas & Morgan, Cara Maria & Theo | Amanda & Josh, Bananas & Morgan, Cara Maria & Theo | | Ashley M. & Chase | | Hunter & Georgia | | Zach & Zahida | | Ashley M. & Chase | Drone lanza pelotas | | Hunter & Georgia | | Ashley M. & Chase |
| 3        | Búsqueda y Destrucción       | N/A       | Kam & Ashley C., Paulie & Natalie D., Wes & Dee    | Kam & Ashley C., Paulie & Natalie D., Wes & Dee    | | Amanda & Josh | | Bananas & Morgan | | Kyle & Mattie | | Zach & Zahida | Mapearlo | | Zach & Zahida | | Bananas & Morgan |
| 3        | Búsqueda y Destrucción       | N/A       | Kam & Ashley C., Paulie & Natalie D., Wes & Dee    | Kam & Ashley C., Paulie & Natalie D., Wes & Dee    | | Amanda & Josh | | Bananas & Morgan | | Kyle & Mattie | | Zach & Zahida | Mapearlo | | Zach & Zahida | | Bananas & Morgan |
| 4        | La Gran Caída                | N/A       | Hunter & Georgia, Nany & Turbo Paulie & Natalie D. | Hunter & Georgia, Nany & Turbo Paulie & Natalie D. | | Amanda & Josh | | CT & Julia | | Kyle & Mattie | | Natalie N. & JP | Tirar del Anillo | | Mattie | | Julia |
| 4        | La Gran Caída                | N/A       | Hunter & Georgia, Nany & Turbo Paulie & Natalie D. | Hunter & Georgia, Nany & Turbo Paulie & Natalie D. | Natalie N. | Amanda & Josh | | CT & Julia | | Kyle & Mattie | | Natalie N. & JP | Tirar del Anillo | | Mattie | | |
| 4        | La Gran Caída                | N/A       | Hunter & Georgia, Nany & Turbo Paulie & Natalie D. | Hunter & Georgia, Nany & Turbo Paulie & Natalie D. | | Amanda & Josh | | CT & Julia | | Kyle & Mattie | | CT & Julia | Tirar del Anillo | | Kyle | | CT |
| 4        | La Gran Caída                | N/A       | Hunter & Georgia, Nany & Turbo Paulie & Natalie D. | Hunter & Georgia, Nany & Turbo Paulie & Natalie D. | JP | Amanda & Josh | | CT & Julia | | Kyle & Mattie | | CT & Julia | Tirar del Anillo | | Kyle | | |
| 5        | Cansado                      | N/A       | Paulie & Natalie D. Nany & Turbo Cara Maria & Theo | Paulie & Natalie D. Nany & Turbo Cara Maria & Theo | | Da'Vonne & Bear | | Jenna & Gus | | Zach & Zahida | | Wes & Dee | Apagar las luces | | Wes & Dee | | Zach & Zahida |
| 5        | Cansado                      | N/A       | Paulie & Natalie D. Nany & Turbo Cara Maria & Theo | Paulie & Natalie D. Nany & Turbo Cara Maria & Theo | | Da'Vonne & Bear | | Jenna & Gus | | Zach & Zahida | | Wes & Dee | Apagar las luces | | Wes & Dee | | Zach & Zahida |
| 6        | Cochecito de la felicidad    | N/A       | Hunter & Georgia Wes & Dee Kyle & Mattie           | Hunter & Georgia Wes & Dee Kyle & Mattie           | | Amanda & Josh | | Da'Vonne & Bear | | Paulie & Natalie D. | | Leroy & Shaleen | Quemadura de sacos de arena | | Da'Vonne & Bear | | Leroy & Shaleen |
| 6        | Cochecito de la felicidad    | N/A       | Hunter & Georgia Wes & Dee Kyle & Mattie           | Hunter & Georgia Wes & Dee Kyle & Mattie           | | Amanda & Josh | | Da'Vonne & Bear | | Paulie & Natalie D. | | Leroy & Shaleen | Quemadura de sacos de arena | | Da'Vonne & Bear | | Leroy & Shaleen |
| 7        | Ojo en el cielo              | N/A       | Da'Vonne & Bear Jenna & Gus Wes & Dee              | Da'Vonne & Bear Jenna & Gus Wes & Dee              | | Amanda & Josh | | Kam & Ashley C. | | Paulie & Natalie D. | | Kam & Ashley C. | Batalla cuesta arriba | | Kam & Ashley C. | | Amanda & Josh |
| 7        | Ojo en el cielo              | N/A       | Da'Vonne & Bear Jenna & Gus Wes & Dee              | Da'Vonne & Bear Jenna & Gus Wes & Dee              | | Amanda & Josh | | Kam & Ashley C. | | Paulie & Natalie D. | | Kam & Ashley C. | Batalla cuesta arriba | | Kam & Ashley C. | | Amanda & Josh |
| 8        | Congelación cerebral         | N/A       | Wes & Dee Nany & Turbo Cara Maria & Theo           | Wes & Dee Nany & Turbo Cara Maria & Theo           | | Da'Vonne & Bear | | Hunter & Georgia | | Kyle & Mattie | | Jenna & Gus | Push & Pole | | Da'Vonne & Bear | | Jenna & Gus |
| 8        | Congelación cerebral         | N/A       | Wes & Dee Nany & Turbo Cara Maria & Theo           | Wes & Dee Nany & Turbo Cara Maria & Theo           | | Da'Vonne & Bear | | Hunter & Georgia | | Kyle & Mattie | | Jenna & Gus | Push & Pole | | Da'Vonne & Bear | | Jenna & Gus |
| 9        | Guerrero de camino           | N/A       | Kyle & Mattie Hunter & Georgia Cara Maria & Theo   | Kyle & Mattie Hunter & Georgia Cara Maria & Theo   | | Paulie & Natalie D. | | Nany & Turbo | | Wes & Dee | | Kam & Ashley C. | Rueda de la muerte | | Paulie & Natalie D. | | Kam & Ashley C. |
| 9        | Guerrero de camino           | N/A       | Kyle & Mattie Hunter & Georgia Cara Maria & Theo   | Kyle & Mattie Hunter & Georgia Cara Maria & Theo   | | Paulie & Natalie D. | | Nany & Turbo | | Wes & Dee | | Kam & Ashley C. | Rueda de la muerte | | Paulie & Natalie D. | | Kam & Ashley C. |
| 10       | Fandemonium                  | Masculino | Paulie, Theo, Turbo                                | Paulie, Theo, Turbo                                | | Hunter | | Kyle | | Wes | | Bear | Rey del Mundo | | Kyle | | Bear |
| 11/12    | Autopista al infierno        | Femenino  | Mattie, Wes, Dee                                   | Mattie, Wes, Dee                                   | | Cara Maria | | Da'Vonne | | Georgia | | Nany | Restos de la silla | | Georgia | | Nany |
| 12/13    | Día de la Destrucción        | Masculino | Georgia & Paulie Natalie D. & Turbo Da'Vonne & Wes | Georgia & Paulie Natalie D. & Turbo Da'Vonne & Wes | | Hunter | | Kyle | | Theo | | Theo | Pelea de pasillo | | Theo | | Kyle |
| 13/14    | Aterrizaje forzoso           | Femenino  | Turbo, Cara Maria, Paulie                          | Turbo, Cara Maria, Paulie                          | | Natalie D. | | Da'Vonne | | Dee | | Da'Vonne | Tira y afloja | | Da'Vonne | | Dee |
| 14       | Día del Juicio               | N/A       | N/A                                                | N/A                                                | N/A | N/A | N/A | N/A | N/A | N/A | N/A | N/A | N/A | N/A | N/A | | Paulie |
| 14       | Día del Juicio               | N/A       | N/A                                                | N/A                                                | N/A | N/A | N/A | N/A | N/A | N/A | N/A | N/A | N/A | N/A | N/A | Da'Vonne | |
| 15/16    | Desafío Final                | N/A       |                                                    | Turbo                                              | 2.º Lugar: Theo; 3.er Lugar: Wes; 4.º Lugar: Natalie D.; 5.º Lugar: Cara Maria; 6.º Lugar: Hunter; 7.º Lugar: Mattie; 8.º Lugar: Georgia | 2.º Lugar: Theo; 3.er Lugar: Wes; 4.º Lugar: Natalie D.; 5.º Lugar: Cara Maria; 6.º Lugar: Hunter; 7.º Lugar: Mattie; 8.º Lugar: Georgia | 2.º Lugar: Theo; 3.er Lugar: Wes; 4.º Lugar: Natalie D.; 5.º Lugar: Cara Maria; 6.º Lugar: Hunter; 7.º Lugar: Mattie; 8.º Lugar: Georgia | 2.º Lugar: Theo; 3.er Lugar: Wes; 4.º Lugar: Natalie D.; 5.º Lugar: Cara Maria; 6.º Lugar: Hunter; 7.º Lugar: Mattie; 8.º Lugar: Georgia | 2.º Lugar: Theo; 3.er Lugar: Wes; 4.º Lugar: Natalie D.; 5.º Lugar: Cara Maria; 6.º Lugar: Hunter; 7.º Lugar: Mattie; 8.º Lugar: Georgia | 2.º Lugar: Theo; 3.er Lugar: Wes; 4.º Lugar: Natalie D.; 5.º Lugar: Cara Maria; 6.º Lugar: Hunter; 7.º Lugar: Mattie; 8.º Lugar: Georgia | 2.º Lugar: Theo; 3.er Lugar: Wes; 4.º Lugar: Natalie D.; 5.º Lugar: Cara Maria; 6.º Lugar: Hunter; 7.º Lugar: Mattie; 8.º Lugar: Georgia | 2.º Lugar: Theo; 3.er Lugar: Wes; 4.º Lugar: Natalie D.; 5.º Lugar: Cara Maria; 6.º Lugar: Hunter; 7.º Lugar: Mattie; 8.º Lugar: Georgia | 2.º Lugar: Theo; 3.er Lugar: Wes; 4.º Lugar: Natalie D.; 5.º Lugar: Cara Maria; 6.º Lugar: Hunter; 7.º Lugar: Mattie; 8.º Lugar: Georgia | 2.º Lugar: Theo; 3.er Lugar: Wes; 4.º Lugar: Natalie D.; 5.º Lugar: Cara Maria; 6.º Lugar: Hunter; 7.º Lugar: Mattie; 8.º Lugar: Georgia | 2.º Lugar: Theo; 3.er Lugar: Wes; 4.º Lugar: Natalie D.; 5.º Lugar: Cara Maria; 6.º Lugar: Hunter; 7.º Lugar: Mattie; 8.º Lugar: Georgia | 2.º Lugar: Theo; 3.er Lugar: Wes; 4.º Lugar: Natalie D.; 5.º Lugar: Cara Maria; 6.º Lugar: Hunter; 7.º Lugar: Mattie; 8.º Lugar: Georgia | 2.º Lugar: Theo; 3.er Lugar: Wes; 4.º Lugar: Natalie D.; 5.º Lugar: Cara Maria; 6.º Lugar: Hunter; 7.º Lugar: Mattie; 8.º Lugar: Georgia |